# Uzon község
Uzon község (románul: Comuna Ozun) község Kovászna megyében, Romániában. Központja Uzon, beosztott falvai Bikfalva, Lisznyó, Lisznyópatak, Sepsimagyarós, Szentivánlaborfalva, Vesszőstelep.

## Népessége
A 2011-es népszámlálás adatai alapján a község népessége 4430 fő volt.